# Grand Commun
La Grand Commun, o ufficialmente Grand Quarré des Offices-Commun, è un edificio situato al n.1 di rue de l'Indépendance-Américaine nei pressi della Reggia di Versailles, a Versailles, nel dipartimento di Yvelines, in Francia.

## Storia
Costruita tra il 1682 ed il 1684 da Jules Hardouin-Mansart rimpiazzando l'antica chiesa di Saint-Julien, il luogo ospitava le cucine e i tavoli degli ufficiali della corte alla Reggia di Versailles, oltre alle camere di alcuni cortigiani. L'edificio era organizzato attorno ad una corte interna. Una serie di scavi condotti nella corte della Gran Commun nel 2009 da un'équipe dell'Institut national de recherches archéologiques préventives (INRAP) ha riportato alla luce le vestigia di una sala della pallacorda realizzato all'epoca di Luigi XIII e costruito attorno al 1630 oltre ad un cimitero di epoca medievale, probabilmente collegato alla chiesa locale. Costruita da Philibert Le Roy, la sala da gioco della pallacorda aveva forma rettangolare di 33 metri per 14 metri e con dei muri laterali alti 1.30 metri. La presenza di tre gallerie è spiegabile con un ambiente per seguire il gioco.
Trasformata in fabbrica d'armi durante la Rivoluzione francese, la Grand Commun ospitò dal 1843 un ospedale militare dedicato a Dominique-Jean Larrey, chirurgo capo della Grande Armée, chiuso definitivamente nel 1995.
Dal 1929 l'edificio è stato incluso nell'elenco dei monumenti storici della Francia. Esso ospita oggi diversi servizi riferiti alla reggia come l'ufficio della conservazione, il vestiario del personale, il Centro di ricerca della reggia di Versailles e altri. 

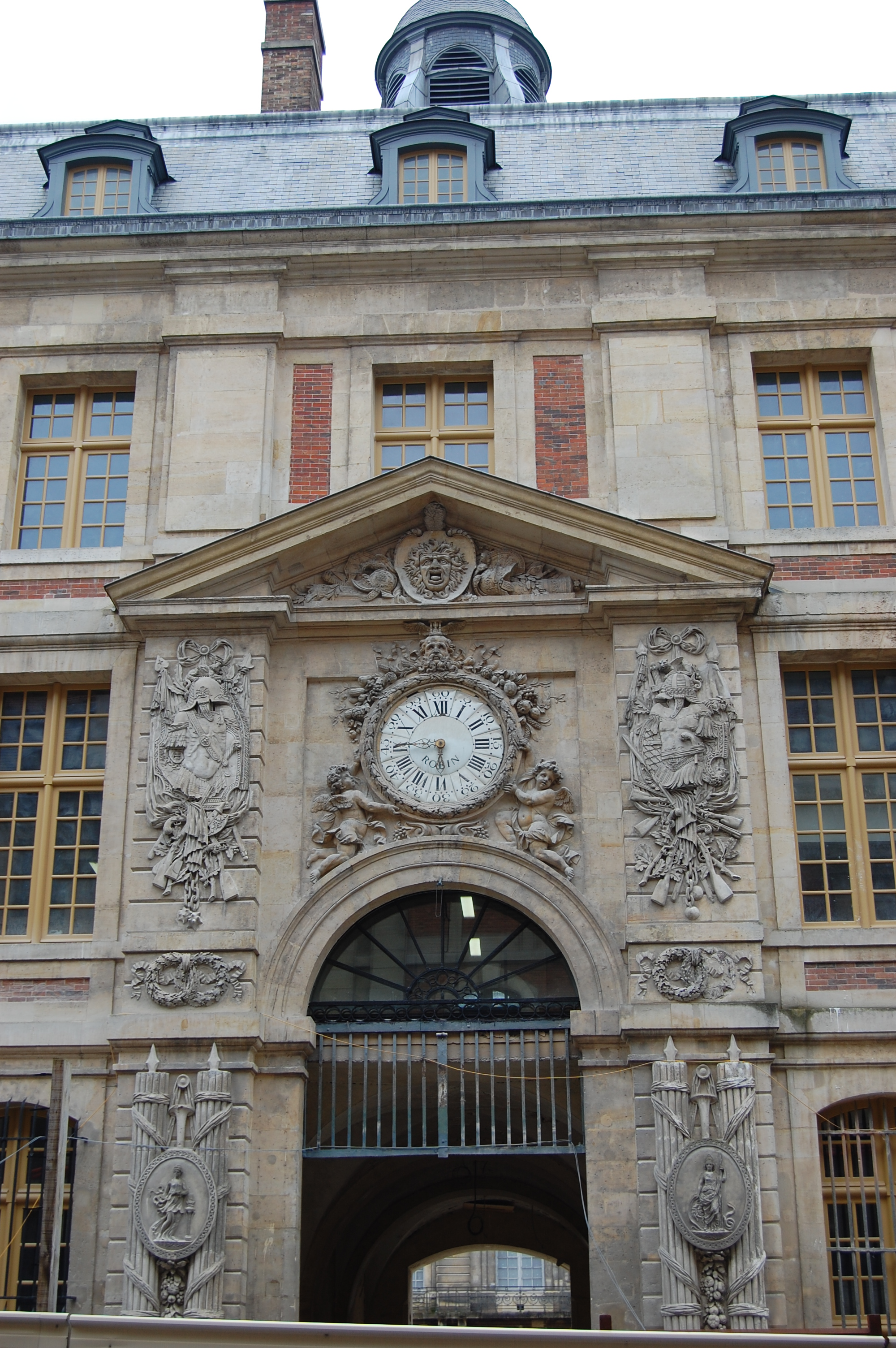
Portale della Grand Commun.
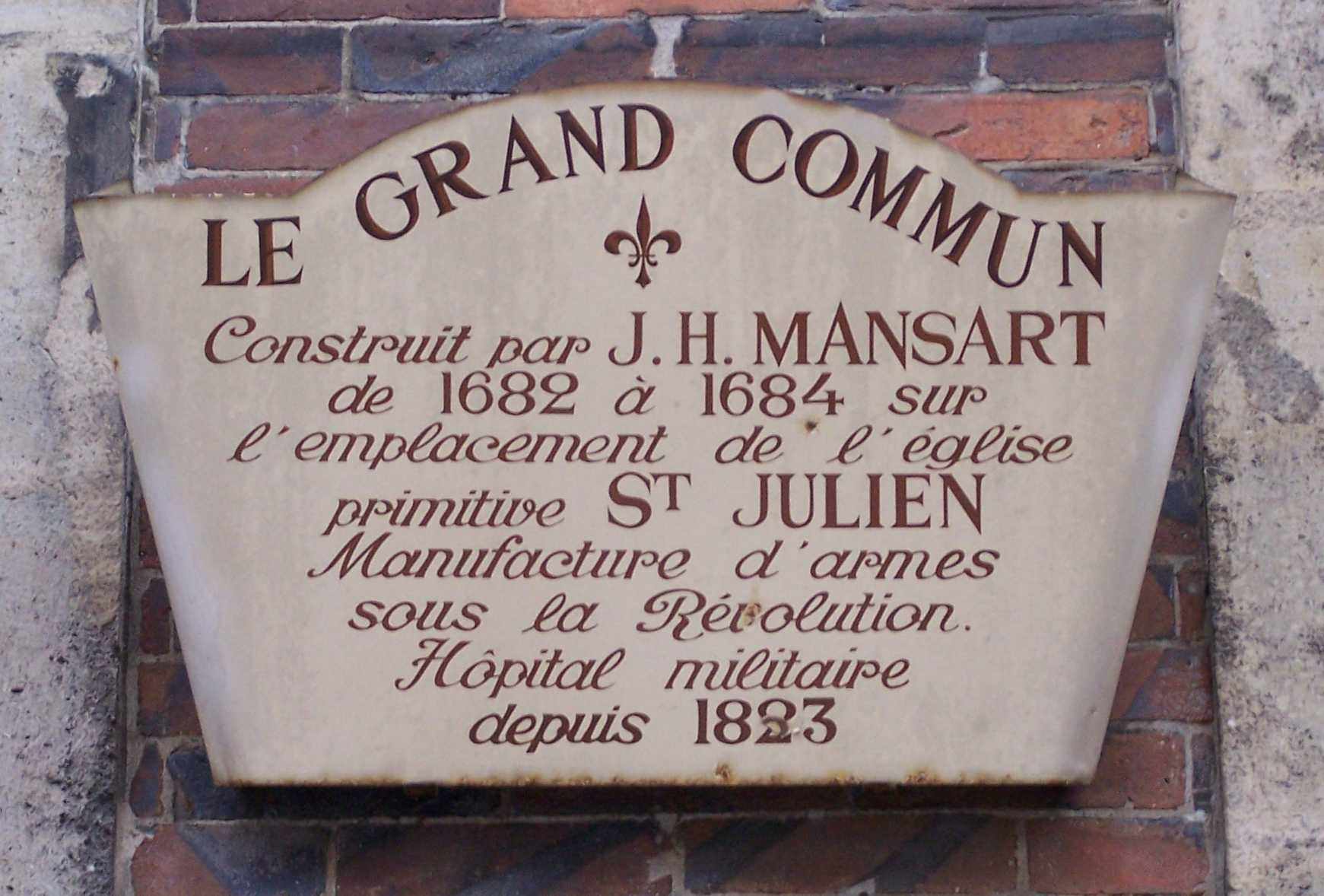
Targa commemorativa.